# Bigenama
Bigenama är en bergstopp i Burundi.   Den ligger i provinsen Cankuzo, i den östra delen av landet, 160 kilometer öster om huvudstaden Bujumbura. Toppen på Bigenama är 1 462 meter över havet, eller 34 meter över den omgivande terrängen. Bredden vid basen är 0,58 km.
Terrängen runt Bigenama är lite kuperad. Runt Bigenama är det ganska glesbefolkat, med 32 invånare per kvadratkilometer..
I omgivningarna runt Bigenama växer huvudsakligen savannskog.